# Śānti
Per la religione induista, la parola sanscrita śānti (solitamente anglicizzata in shanti o shantih) indica uno stato di assoluta pace interiore e di serena imperturbabilità, caratterizzato dall'assenza delle frenetiche onde-pensiero (vṛtti) generate dalla mente; l'individuo che ha raggiunto questa pace è estremamente equanime, equilibrato, centrato, moderato, e grazie a questa sua centratura riesce a vivere con perfetta concentrazione e serenità nel qui e ora.

## Caratteristiche
È un tema ricorrente nell'Induismo, nonché uno dei valori comuni a tutte le sue correnti: numerose infatti sono le scritture induiste che menzionano questo concetto, tra cui i Veda, le Upaniṣad, la Bhagavad Gita. Raggiungere śānti, la pace che deriva dalla vicinanza o identificazione con Dio (sia che si tratti dell'aspetto personale, Īśvara o di quello impersonale, Brahman), è l'obiettivo di tutte le principali filosofie e scuole di pensiero induiste. Alcuni esempi:
- secondo il Bhakti Yoga (es. il movimento Hare Krishna), si può ottenere śānti attraverso il servizio di devozione all'aspetto personale di Dio, e la riscoperta della propria relazione con Lui;
- secondo le scuole non-duali (es. l'Advaita Vedānta), ogni dualismo è fonte di sofferenza, pertanto śānti è la conseguenza diretta dell'emancipazione da qualsiasi sostegno, del discernimento tra reale e non reale, e della non-identificazione con qualsiasi entità del mondo duale, della riscoperta dell'Ātman in sé stessi.

Il termine è stato usato e diffuso in tempi recenti grazie a personaggi estremamente popolari quali il Mahatma Gandhi e Sathya Sai Baba, che ne hanno fatta menzione nei loro discorsi. Come molti altri termini dell'Induismo, Shanti viene usato anche come nome proprio. 

## Influenze culturali
- Il termine shantih viene ripetuto tre volte da Thomas Stearns Eliot (imitando la chiusura formale di una upanishad) nella conclusione de La terra desolata:

Shantih shantih shantih»
(T.S. Eliot, The Waste Land, 1922)
- Nei film I figli degli uomini e Roma nonché nella miniserie TV Disclaimer - La vita perfetta, diretti da Alfonso Cuarón, al termine dei titoli di coda si può leggere la parola Shantih ripetuta tre volte con riferimento al poema di Eliot[2], stando a significare l'avvento della pace assoluta dopo un periodo di turbolenta violenza.